# 광선 철로
광선 철로(廣深鐵路)는 중화인민공화국 광둥성 광저우시의 광저우 역과 광둥 성 선전시의 선전 역을 잇는 중국이 전액 출자한 광저우 철로 그룹의 자회사 광선철도 회사가 운영하는 철도 노선이다.

## 개요
영업 거리는 전체 146km이며, 중국에서는 최초로 최고 운전 속도 220km/h에 도달하는 노선이다. 영업 운전이 최고 속도 200km/h로 되어 있다. 최고 속도 200km/h의 복선 여객선 및 최고 속도 120km/h의 단선 여객-화물 양용선으로 구성되어 있다. 2005년에 복선 공사가 시작되어, 중국 본토에서 최초의 복선 철도가 된다. 2007년에는 스웨덴의 고속철도 차량 X 2000을 이용한 새로운 시속으로 주행을 하였다.
2007년 2월 1일부터 CRH1 타입이 도입되었다. 다음 시설 증비가 이루어져 광저우 역에서 선쩐 역까지 직행 기차 소요 시간이 52분에 도달하고 있다. 둥관 시에서 징주 선으로 연결되고 그 대상 구간은 두 노선으로 선로를 공유하고 있다. 홍콩의 경계부터는 둥철선을 공유하고 있다. 홍콩과 중국 본토를 잇는 열차 운행은 베이징, 상하이, 포산 시, 자오칭 시 등과 연결되고 있다.

## 노선 정보
- 운영자 : 廣深鐵路股份有限公司
- 노선거리 : 147km
- 궤간: 1,435 mm (표준궤)
- 복선구간: 전 노선
- 전철화 구간: 전 구간 (교류25,000V 50Hz 가공 전차선 방식)
- 주행방향 : 좌측 통행

## 차량
- 중국고속철도 CRH1

## 같이 보기
- 중화인민공화국의 철도

## 갤러리

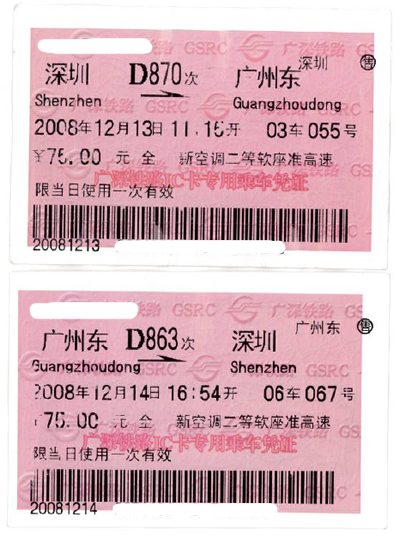
광선철로의 승차권